# Hydrocorella africana
Hydrocorella africana is een hydroïdpoliep uit de familie Hydractiniidae. De poliep komt uit het geslacht Hydrocorella. Hydrocorella africana werd in 1921 voor het eerst wetenschappelijk beschreven door Stechow. 